# Where’s Your Love
«Where’s Your Love» (с англ. — «Где твоя любовь?») — песня британских исполнителей Крейга Дэвида, Тинчи Страйдера и Риты Ора (её вокал официально не указан) из альбома Дэвида Greatest Hits. Сингл был доступен для скачивания только в цифровом формате 10 ноября 2008 года в Ирландии и Великобритании. Песня известна припевом, который использовался в различных других андеграундных треках жанра британского гэриджа. Считается, что Крейг Дэвид отдал дань уважения жанру, который сделал его звездой.
В основном в песне используется вступление из SE22-микса «Hold On» группы Colours и Стивена Эммануэля, только с более быстрым темпом.

## Клип
Режиссёром клипа на песню «Where’s Your Love» стал Стив Кемсли. В нём Дэвид поёт вместе с рэпером Тинчи Страйдером и вокалисткой Ритой Ора, а текст песни мелькает на белом фоне, иногда сменяясь коридором, где поёт только Дэвид. Видео было загружено и выпущено на стриминговый медиа сайт YouTube 17 октября 2008 года.

## Список композиций
Digital download
1. «Where’s Your Love» (featuring Tinchy Stryder and Rita Ora) — 4:34
2. «Where’s Your Love» (featuring Tinchy Stryder) — 3:35

## Хит-парады
| Хит-парад (2008)                | Позиция |
| ------------------------------- | ------- |
| Великобритания (OCC UK Singles) | 58      |